# Tipula aster
Tipula aster är en tvåvingeart som beskrevs av Günther Theischinger 1983. Tipula aster ingår i släktet Tipula och familjen storharkrankar. Inga underarter finns listade i Catalogue of Life.